# Ubald Villeneuve
Pour les articles homonymes, voir Villeneuve.
Ubald Villeneuve est un religieux québécois. 
Il est aumônier auprès des alcooliques et toxicomanes du Centre hospitalier Saint-François d'Assise. 
Il est cofondateur de la première clinique de réadaptation pour alcooliques au Québec ainsi que d'un programme visant à la formation des spécialistes en toxicomanie à l'Université de Sherbrooke. 

## Honneurs
- 1995 - Membre de l'Ordre du Canada[1]